# Falconara Marittima
Falconara Marittima är en ort och kommun i provinsen Ancona i regionen Marche i Italien. Kommunen hade 25 906 invånare (2018).